# 有限単純群の分類
有限単純群の分類 (classification of the finite simple groups) とは、数学において全ての有限単純群を4つの大まかなクラスへと分類する定理である。
これらの群は、全ての有限群を構成する基本的な要素として見ることが出来る。
この分類定理の証明は、主に1955年から2004年にわたり出版された、100以上の著者により数百の学術誌において書かれた、計1万5000ページ以上もの成果の集大成である。ダニエル・ゴーレンシュタイン (d.1992) とライアン、ソロモンらは、この証明を整理し見通しよく改訂した「第2世代の証明」の出版を開始している。
(有限単純群の分類問題のあらすじ解説 )

## 分類定理の主張
分類定理 ― 全ての有限単純群は以下の群のいずれかと同型である:
- 以下3つの無限個クラスの群:
  - 素数位数の巡回群 Cp
  - 次数5以上の交代群 An
  - リー型の単純群
- 26の散在型単純群（英語版）
- ティッツ群（英語版） 2F4(2)′ - リー型の群や27番目の散在型単純群に分けられることもある

分類定理は数学の多くの分野において応用がある。
有限群（また他の数学的対象に対するそれらの作用）の構造についての疑問は、有限単純群のそれへと簡約することが出来る。
分類定理のお陰で、そのような疑問は単純群や散在群の族をチェックすることで答えることが出来る。
1983年にダニエル・ゴーレンシュタインは有限単純群が完全な分類が成されたと発表した。
しかしこれは準薄群の分類の証明についての錯誤があったため尚早であった。
欠けていた準薄のケースについての1221ページにも及ぶ証明がアシュバッハーとスミスにより出版された後に、
分類定理の証明の完成が Aschbacher (2004) によりアナウンスされた。

## 有限単純群の一覧
以下の表において、nは自然数、pは素数、qは素数の冪を意味する。
| クラス                                                | 表記                    | 位数 | 例外                                             | 重複                                                           |
| ----------------------------------------------------- | ----------------------- | --- | ------------------------------------------------ | -------------------------------------------------------------- |
| 素数位数の巡回群                                      | Cp, Zp                  | p | なし                                             | なし                                                           |
| 交代群                                                | An (n > 4)              | {\displaystyle {\frac {n!}{2}}}                                                                              | なし                                             | - A5 ≃ A1(4) ≃ A1(5) - A6 ≃ A1(9) - A8 ≃ A3(2)                 |
| リー型の群                                            |                         | |                                                  |                                                                |
| クラス                                                | 表記                    | 位数 | 例外                                             | 重複                                                           |
| 古典的シュヴァレー群                                  | An(q)                   | {\displaystyle {\frac {q^{{\frac {1}{2}}n(n+1)}}{(n+1,q-1)}}\prod _{i=1}^{n}\left(q^{i+1}-1\right)}          | A1(2), A1(3)                                     | - A1(4) ≃ A1(5) ≃ A5 - A1(7) ≃ A2(2) - A1(9) ≃ A6 - A3(2) ≃ A8 |
| 古典的シュヴァレー群                                  | Bn(q) (n > 1)           | {\displaystyle {\frac {q^{n^{2}}}{(2,q-1)}}\prod _{i=1}^{n}\left(q^{2i}-1\right)}                            | B2(2)                                            | - Bn(2m) ≃ Cn(2m) - B2(3) ≃ 2A3(22)                            |
| 古典的シュヴァレー群                                  | Cn(q) (n > 2)           | {\displaystyle {\frac {q^{n^{2}}}{(2,q-1)}}\prod _{i=1}^{n}\left(q^{2i}-1\right)}                            | なし                                             | Cn(2m) ≃ Bn(2m)                                                |
| 古典的シュヴァレー群                                  | Dn(q) (n > 3)           | {\displaystyle {\frac {q^{n(n-1)}(q^{n}-1)}{(4,q^{n}-1)}}\prod _{i=1}^{n-1}\left(q^{2i}-1\right)}            | なし                                             | なし                                                           |
| 例外的シュヴァレー群                                  | E6(q)                   | {\displaystyle {\frac {q^{36}}{(3,q-1)}}\prod _{i\in \{2,5,6,8,9,12\}}\left(q^{i}-1\right)}                  | なし                                             | なし                                                           |
| 例外的シュヴァレー群                                  | E7(q)                   | {\displaystyle {\frac {q^{63}}{(2,q-1)}}\prod _{i\in \{2,6,8,10,12,14,18\}}\left(q^{i}-1\right)}             | なし                                             | なし                                                           |
| 例外的シュヴァレー群                                  | E8(q)                   | {\displaystyle q^{120}\prod _{i\in \{2,8,12,14,18,20,24,30\}}\left(q^{i}-1\right)}                           | なし                                             | なし                                                           |
| 例外的シュヴァレー群                                  | F4(q)                   | {\displaystyle q^{24}\prod _{i\in \{2,6,8,12\}}\left(q^{i}-1\right)}                                         | なし                                             | なし                                                           |
| 例外的シュヴァレー群                                  | G2(q)                   | {\displaystyle q^{6}\prod _{i\in \{2,6\}}\left(q^{i}-1\right)}                                               | G2(2)                                            | なし                                                           |
| 古典的スタインバーグ群                                | 2An(q2) (n > 1)         | {\displaystyle {\frac {q^{{\frac {1}{2}}n(n+1)}}{(n+1,q+1)}}\prod _{i=1}^{n}\left(q^{i+1}-(-1)^{i+1}\right)} | 2A2(22)                                          | 2A3(22) ≃ B2(3)                                                |
| 古典的スタインバーグ群                                | 2Dn(q2) (n > 3)         | {\displaystyle {\frac {q^{n(n-1)}}{(4,q^{n}+1)}}\left(q^{n}+1\right)\prod _{i=1}^{n-1}\left(q^{2i}-1\right)} | なし                                             | なし                                                           |
| 例外的スタインバーグ群                                | 2E6(q2)                 | {\displaystyle {\frac {q^{36}}{(3,q+1)}}\prod _{i\in \{2,5,6,8,9,12\}}\left(q^{i}-(-1)^{i}\right)}           | なし                                             | なし                                                           |
| 例外的スタインバーグ群                                | 3D4(q3)                 | {\displaystyle q^{12}\left(q^{8}+q^{4}+1\right)\left(q^{6}-1\right)\left(q^{2}-1\right)}                     | なし                                             | なし                                                           |
| 鈴木群                                                | 2B2(q) q = 22n + 1 n≥ 1 | {\displaystyle q^{2}\left(q^{2}+1\right)\left(q-1\right)}                                                    | なし                                             | なし                                                           |
| リー群                                                | 2F4(q) q = 22n + 1 n≥ 1 | {\displaystyle q^{12}\left(q^{6}+1\right)\left(q^{4}-1\right)\left(q^{3}+1\right)\left(q-1\right)}           | 2F4(2)                                           | なし                                                           |
| リー群                                                | 2G2(q) q = 32n + 1 n≥ 1 | {\displaystyle q^{3}\left(q^{3}+1\right)\left(q-1\right)}                                                    | なし                                             | なし                                                           |
|                                                       |                         | |                                                  |                                                                |
| ティッツ群                                            | 2F4(2)'                 | 212(26 + 1)(24 − 1)(23 + 1)(2 − 1)/2 = 17971200                                                              | 212(26 + 1)(24 − 1)(23 + 1)(2 − 1)/2 = 17971200  | 212(26 + 1)(24 − 1)(23 + 1)(2 − 1)/2 = 17971200                |
| 散在型の群                                            |                         | |                                                  |                                                                |
| クラス                                                | 表記                    | 位数 | 位数                                             | 位数                                                           |
| マシュー群                                            | M11                     | 7920 | 7920                                             | 7920                                                           |
| マシュー群                                            | M12                     | 95040 | 95040                                            | 95040                                                          |
| マシュー群                                            | M22                     | 443520 | 443520                                           | 443520                                                         |
| マシュー群                                            | M23                     | 10200960 | 10200960                                         | 10200960                                                       |
| マシュー群                                            | M24                     | 244823040 | 244823040                                        | 244823040                                                      |
| ヤンコ群                                              | J1                      | 175560 | 175560                                           | 175560                                                         |
| ヤンコ群                                              | J2                      | 604800 | 604800                                           | 604800                                                         |
| ヤンコ群                                              | J3                      | 50232960 | 50232960                                         | 50232960                                                       |
| ヤンコ群                                              | J4                      | 86775571046077562880                                                                                         | 86775571046077562880                             | 86775571046077562880                                           |
| コンウェイ群                                          | Co3                     | 495766656000                                                                                                 | 495766656000                                     | 495766656000                                                   |
| コンウェイ群                                          | Co2                     | 42305421312000                                                                                               | 42305421312000                                   | 42305421312000                                                 |
| コンウェイ群                                          | Co1                     | 4157776806543360000                                                                                          | 4157776806543360000                              | 4157776806543360000                                            |
| フィッシャー群                                        | Fi22                    | 64561751654400                                                                                               | 64561751654400                                   | 64561751654400                                                 |
| フィッシャー群                                        | Fi23                    | 4089470473293004800                                                                                          | 4089470473293004800                              | 4089470473293004800                                            |
| フィッシャー群                                        | Fi24'                   | 1255205709190661721292800                                                                                    | 1255205709190661721292800                        | 1255205709190661721292800                                      |
| ヒグマン＝シムズ群                                    | HS                      | 44352000 | 44352000                                         | 44352000                                                       |
| マクラハラン群                                        | McL                     | 898128000 | 898128000                                        | 898128000                                                      |
| ヘルド群                                              | He                      | 4030387200                                                                                                   | 4030387200                                       | 4030387200                                                     |
| ルドヴァリス群                                        | Ru                      | 145926144000                                                                                                 | 145926144000                                     | 145926144000                                                   |
| 散在型鈴木群                                          | Suz                     | 448345497600                                                                                                 | 448345497600                                     | 448345497600                                                   |
| オナン群                                              | O'N                     | 460815505920                                                                                                 | 460815505920                                     | 460815505920                                                   |
| 原田＝ノートン群                                      | HN                      | 273030912000                                                                                                 | 273030912000                                     | 273030912000                                                   |
| ライオンズ群                                          | Ly                      | 51765179004000                                                                                               | 51765179004000                                   | 51765179004000                                                 |
| トンプソン群                                          | Th                      | 90745943887872000                                                                                            | 90745943887872000                                | 90745943887872000                                              |
| ベビーモンスター群                                    | B                       | 4154781481226426191177580544000                                                                              | 4154781481226426191177580544000                  | 4154781481226426191177580544000                                |
| モンスター群 （フィッシャー＝グリース・モンスター群） | M                       | 808017424794512875886459904961710757005754368000                                                             | 808017424794512875886459904961710757005754368000 | 808017424794512875886459904961710757005754368000               |

### 位数の小さな非可換有限単純群の一覧
位数の小さなものから20個を以下に列挙する。
| 群     | 位数  |
| ------ | ----- |
| A5     | 60    |
| A1(7)  | 168   |
| A6     | 360   |
| A1(8)  | 504   |
| A1(11) | 660   |
| A1(13) | 1092  |
| A1(17) | 2448  |
| A7     | 2520  |
| A1(19) | 3420  |
| A1(16) | 4080  |
| A2(3)  | 5616  |
| 2A2(9) | 6048  |
| A1(23) | 6072  |
| A1(25) | 7800  |
| M11    | 7920  |
| A1(27) | 9828  |
| A1(29) | 12180 |
| A1(31) | 14880 |
| A8     | 20160 |
| A2(4)  | 20160 |

## 分類定理の概観
Gorenstein (1982, 1983) は2巻からなる証明の低階数および奇数標数パートの要点を著し、
Michael Aschbacher, Richard Lyons, and Stephen D. Smith et al. (2011) は残る標数2のケースを補う第3巻を著した。
この証明は以下の幾つかの主要な部分へと分けることが出来る:

## 証明の歴史

### 証明のタイムライン
以下のリストは多くが Solomon (2001) より取られている。
年は一般に結果の完全な証明が成された出版日とする。
| 出版年 | |
| ------ | --- |
| 1832   | ガロアが正規部分群を導入し、An (n ≥ 5) と PSL2 (Fp) (p ≥ 5) が単純群であることを発見する。 |
| 1854   | ケイリーが抽象群を定義する。 |
| 1861   | マシューが最初の2つのマシュー群 M11 と M12 を発見し、また M24 の存在も報告している。 |
| 1870   | ジョルダンが幾つかの単純群を列挙した: 交代・射影特殊線型群。そして単純群の重要さを強調した。 |
| 1872   | シローがシローの定理を証明した。 |
| 1873   | マシューが更に3つのマシュー群 M22, M23, M24 を導入した。 |
| 1892   | オットー・ヘルダーが、任意の非可換有限単純群の位数が少なくとも4つの（互いに異なるとは限らない）素数の積となることを証明した。また有限単純群の分類について問うた。 |
| 1893   | コールが位数660までの単純群を分類する。 |
| 1896   | フロベニウスとバーンサイドが有限群の指標理論の研究を開始した。 |
| 1899   | バーンサイドが、全ての対合の中心化群が非自明な基本アーベル2-群であるような単純群の分類を行った。 |
| 1901   | フロベニウスが、フロベニウス群がフロベニウス核を持ち、それ故に単純群でないことを証明した。 |
| 1901   | ディクソンが、任意の有限体上の古典群および、標数が奇数の体上のG2型の例外群を定義した。 |
| 1901   | ディクソンが E6 型の例外有限単純群を導入した。 |
| 1904   | バーンサイドが指標理論を用いて、非可換な有限単純群の位数は少なくとも3つの異なる素数によって割り切れるというバーンサイドの定理を証明した。 |
| 1905   | ディクソンが偶数標数の体上のG2型の単純群を導入した。 |
| 1911   | バーンサイドが全ての非可換有限単純群は偶数の位数を持つのではないかと推測した。 |
| 1928   | ホールが、可解群のホール部分群の存在を証明した。 |
| 1933   | ホールがp-群の研究を開始した。 |
| 1935   | ブラウアーがモジュラー指標の研究を開始した。 |
| 1936   | ザッセンハウスが有限強3重可移置換群を分類した。 |
| 1938   | フィッティングがフィッティング部分群を導入し、可解群において、フィッティング部分群がその中心化群を含んでいるというフィッティングの定理の証明を行った。 |
| 1942   | ブラウアーがある素数の1乗でちょうど割り切れる群のモジュラー指標を記述した。 |
| 1954   | ブラウアーが GL2 (Fq) を対合の中心化群としてもつ単純群を分類した。 |
| 1955   | ブラウアー・ファウラーの定理が与えられた対合の中心化群を持つ有限単純群は有限個であることを示し、このことから対合の中心化群を用いて群の分類を進められることが提案される。 |
| 1955   | シュヴァレーがシュヴァレー群を導入し、F4, E7, E8 型の例外単純群を与えた。 |
| 1956   | ホール・ヒグマンの定理 |
| 1957   | 鈴木通夫が、奇数位数の全ての有限単純CA群は巡回的であることを示した。 |
| 1958   | ブラウアー・鈴木・ウォールの定理がランク1の射影特殊線型群を特徴付け、単純CA群の分類を行う。 |
| 1959   | スタインバーグがスタインバーグ群を導入し、3D4, 2E6 型の新しい有限単純群を与えた（後者はジャック・ティッツによっても独立に発見されている）。 |
| 1959   | ブラウアー・鈴木の定理により、特に一般四元数群をシロー2部分群にもつ群は単純ではないことが示された。 |
| 1960   | トンプソンが、素数位数の固定点のない自己同型をもつ群が巾零であることを証明した。 |
| 1960   | ファイトとホールとトンプソンが、全ての奇数位数の有限単純CN群が巡回的であることを示した。 |
| 1960   | 鈴木が鈴木群を導入した、これは B2 型を持つ。 |
| 1961   | 李林學が李群を導入した、これは 2F4, 2G2 型を持つ。 |
| 1963   | ファイトとトンプソンがファイト・トンプソンの定理（奇数位数定理）を証明した。 |
| 1964   | ティッツがリー型の群についてBN対を導入し、ティッツ群を発見した。 |
| 1965   | ゴーレンシュタイン・ウォルターの定理により2面体シロー2部分群をもつ群が分類される。 |
| 1966   | グラウバーマンがZ*定理を証明する。 |
| 1966   | ヤンコがヤンコ群 J1を導入する。これは20世紀になって初めての新しい散在型単純群の発見であった。 |
| 1968   | グラウバーマンがZJ定理を証明する。 |
| 1968   | ヒグマンとシムスがヒグマン・シムス群を導入する。 |
| 1968   | コンウェイがコンウェイ群を導入する。 |
| 1969   | ウォルターの定理により、可換シロー2部分群をもつ群が分類される。 |
| 1969   | 散在型鈴木群・ヤンコ群 J2・同J3・マクラハン群・ヘルド群が導入された。 |
| 1969   | ゴーレンシュタインがトンプソンのアイディアに基づき、信号関手を導入する。 |
| 1970   | MacWilliams が、ランク3の正規可換部分群をもつ2群は多くとも4つの sectional 2ランクを持つことを示した。（後者の条件を満たすシロー部分群をもつ単純群は、後にゴーレンシュタインと原田耕一郎により分類される）                                                                                    |
| 1970   | ヘルムート・ベンダーが一般化フィッティング部分群を導入する。 |
| 1970   | アルペリン・ブラウアー・ゴーレンシュタインの定理により、準2面体や wreathed なシロー2部分群をもつ群が分類される。これにより、最大でもランク2の単純群の分類が完成する。 |
| 1971   | フィッシャーがフィッシャー群を導入する。 |
| 1971   | トンプソンが2次対 ?を導入する。 |
| 1971   | ベンダーが強く埋め込まれた部分群をもつ群を分類する。 |
| 1972   | ゴーレンシュタインが有限単純群を分類するための16ステップのプログラムを提案する。最終的に得られた分類も、このアウトラインにとてもよく沿っている。 |
| 1972   | ライアンがライアン群を導入する。 |
| 1973   | ラドヴァリスがラドヴァリス群を導入する。 |
| 1973   | フィッシャーがベビーモンスター群を発見する（未出版）。これはフィッシャーとグライスがモンスター群を発見するために用いたものである。またモンスター群は、トンプソンをトンプソン散在群へと、そしてノートンを原田・ノートン群へと（ただしこれは原田により異なる手法で既に発見されていた）導いた。 |
| 1974   | トンプソンがN群（可解な局所部分群をもつ群）を分類する。 |
| 1974   | ゴーレンシュタイン・原田の定理により、sectional 2-rank at most 4 の単純群が分類された。その結果、残る有限単純群は成分型か指標2型の群へと分類される。 |
| 1974   | ティッツが、最低でもランク3のBN対をもつ群がリー型の群であることを示す。 |
| 1974   | アシュバッハーが proper 2-generated core をもつ群を分類した。 |
| 1975   | ゴーレンシュタインとウォルターが L-balance theorem を証明する。 |
| 1976   | グラウバーマンが可解な信号関手定理を証明する。 |
| 1976   | アシュバッハーが component theorem を証明する。これは大ざっぱに言うと、幾つかの条件を満たす奇数型の群が標準形において成分を持つと言うことを示している。標準形の成分をもつ群は、多くの著者による論文の巨大なコレクションにおいて分類が成されている。                                          |
| 1976   | オナンがオナン群を導入する。 |
| 1976   | ヤンコがヤンコ群 J4を導入する。これが最後に発見された散在型単純群である。 |
| 1977   | アシュバッハーが奇数標数をもつリー型の群を、彼の古典対合定理を基に特徴付ける。単純群の「ほとんど」を扱うこの定理により、分類の終わりが間近に迫ってきたと広く感じられるようになった。 |
| 1978   | Timmesfeldが O2 extra-special 定理を証明した。このことで、GF(2) 型の群の分類が、幾つかの小さな問題へと分割された。 |
| 1978   | アシュバッハーが薄い群、すなわち偶数標数の体上のリー型のランク1の群を分類した。 |
| 1981   | ボンビエリが消去定理を用いて李群の特徴付けにおけるトンプソンの仕事を完成させた。これは分類における最も困難なステップの一つであった。 |
| 1982   | Patrick P. McBride がすべての有限群について信号関手定理を証明した。 |
| 1982   | グライスが手作業によりモンスター群を構成した。 |
| 1983   | ギルマン・グライスの定理により、標数2型かつ標準成分をもつ少なくともランク4の群が、3分法定理の3つのケースのどれか一つに分類される。 |
| 1983   | アシュバッハーが uniqueness case の仮説を満足する有限群が存在しないことを証明した。uniqueness case とは、標数2型の群についての3分法定理が与える3つのケースの内の1つである、 |
| 1983   | ゴーレンシュタインとライアンが、標数2型かつ少なくともランク4の群について3分法定理を証明する。一方アシュバッハーはランク3の群について証明した。 このことでこれらの群は、3つの小ケースに分割された：すなわち、uniqueness case・GF(2) 型の群・標準成分をもつ群である。                          |
| 1983   | ゴーレンシュタインが、分類の証明が完了したとアナウンスした。しかし準薄ケースの証明が不完全であったため、これは尚早であった。 |
| 1994   | ゴーレンシュタイン、ライアン、ソロモンが、改訂された分類の出版を開始した。 |
| 2004   | アシュバッハーとスミスが準薄群（すなわち偶数標数の体上の多くともランク2のリー型の群）について彼らの仕事を出版し、この時点で知られている分類の最後のギャップが埋められた。 |
| 2008   | 原田とソロモンがマシュー群 M22 をカバーする、標準成分をもつ群についての分類の小さなギャップを埋めた。これは M22 のシューア乗数についての計算において、誤って証明に欠落が生じていたためである。                                                                                               |
| 2012   | ジョルジュ・ゴンティエとその共同研究者達が、証明支援言語Coqを用いたファイト・トンプソンの定理の機械的チェックの成功をアナウンスした。 |

## 第2世代の分類

### 何故この証明はこんなにも長いのか？
ゴーレンシュタインは、なぜ分類の証明がコンパクトリー群の分類のように短くならないのかについて、幾つかの理由を議論している。
- 最も明らかな理由は、単純群の一覧が完全に複雑だからである：すなわち、26の散在型単純群についてのように、どんな証明にも多くの特別なケースを考慮に入れなくてはならない。そのため、ディンキン図形を用いたコンパクトリー群のパラメーター化に似た、有限単純群のスッキリとした規則的な説明を誰も発見できていない。
- アティヤなどは、この分類は、幾何学的対象上の群の作用を構築し、それらの幾何学的構造を分類することにより単純化されるだろうと提案している。この問題は、単純群と関連するような幾何学的構造を発見するための簡単な方法を、誰も与えられるようにはなっていないということである。BN対のような幾何学的構造を発見することによりこの分類は機能する。しかしそれが叶うのは、有限単純群の構造のとても長く困難な解析の果てになるだろう。
- 証明の簡略化ため、群の表現論をより一層利用しようという提案もある。しかし表現論は、群の部分群についてとてもタイトなコントロールを必要とすると言う問題がある。低い階数の群については、そのようなコントロールと表現論はとてもよく働く。しかし高い階数をもつ群については、表現論を用いて分類を単純化することには誰も成功しない。分類作業の初期においては、表現論を用いた努力も相当なされた。しかし高い階数においては、その試みは決して成功しなかった。

## 分類の結論
この説では、有限単純群の分類を用いて証明された結果を並べる。
- シュライエル予想（英語版）
- 信号関手定理
- B予想（英語版）
- 全ての群に関するシューア・ツァッセンハウスの定理（これはファイト・トンプソンの定理のみを用いて）
- 1より多くの元をもつ有限集合上の可移置換群が、素数位数の固定点自由な元を持つこと。
- 2重可移置換群（英語版）の分類
- 階数3置換群（英語版）の分類
- シムス予想 (Sims conjecture)
- xn=1 の解の個数におけるフロベニウス予想（英語版）